# شهرستان لیونسکی
شهرستان لیونسکی (به لاتین: Livensky District) یک شهرستان در روسیه است که در استان اریول واقع شده‌است.